# Faded (canção de Kim Petras)
"Faded" é uma canção da cantora alemã Kim Petras, lançada em 15 de dezembro de 2017 e conta com a participação do rapper norte-americano Lil Aaron. A canção faz parte do projeto não oficial da artista, Era 1.

## Temática musical
A música é sobre pessoas que usam você quando você está bem, mas desaparecem quando você precisa delas. Portanto, é melhor ficar "desbotado" da mente dessas pessoas.

## Vídeo de música
O videoclipe oficial da faixa foi lançado em 25 de janeiro de 2018 no canal oficial de Petras no YouTube. Dirigido por Nicholas Harwood, que dirigiu videoclipes de SOPHIE, Blood Orange e Porches, a combinação de cores de areia e neon do vídeo “Faded” combina perfeitamente com a música. O vídeo também apresenta os movimentos de dança cativantes de Kim e é decorado com roupas de designers como Balenciaga, Dsquared, Chromat e Margiela.
O videoclipe da música foi fortemente inspirado pela música em si, e as idéias para a estética foram feitas por ela e pelo diretor Nicholas Harwood. “Então ouvimos muito a música e o espaço e as costeletas imediatamente nos fizeram pensar em prédios industriais, salas vazias, coisas plásticas e cores neon combinadas com cinza, então o som da música meio que inspirou todos os visuais. Além disso, você é europeu, então gosto quando as coisas ficam um pouco sujas e não são perfeitas demais.” disse Kim em entrevista ao Vice.